# Unique Ingredient Identifier
Unique Ingredient Identifier(UNII)は、非専売で無料、ユニーク、一義的で、英数字から構成される識別子である。アメリカ食品医薬品局(FDA)のSubstance Registration System (SRS)や米国薬局方(USP)による分子構造や記述的情報とリンクしている。UNIIの識別子は常に10桁長であり、登録の時間や物質の種類についての固有の情報を含まないようにランダムに生成される。
SRSは、薬剤や生物学的製剤の成分となるような規制物質についての永続的でユニークな識別子を生成するのに用いられる。SRSは物質を同定し、UNIIを生成するのに分子構造と記述的情報を用いる。物質を同定する主要な方法は、2次元平面上に表された分子構造である。分子構造が得られない場合は、記述的情報が用いられる。
SRSの管理と運営は、FDAとUSPの専門家を含むSRS Boardが行っている。

## 例
| 物質           | UNII       |
| -------------- | ---------- |
| メサドン塩酸塩 | 229809935B |
| メサドン       | UC6VBE7V1Z |
| 水             | 059QF0KO0R |